# 24-й уланский полк
24-й уланский полк (англ. 24th Lancers) — тактическое формирование Королевского бронетанкового корпуса периода Второй мировой войны. Приписанный к 8-й бронетанковой бригаде, полк сражался во время вторжения в Нормандию, а затем был расформирован в июле 1944 года. После расформирования личный состав полка был направлен в другие кавалерийские полки в качестве пополнения.

## История
Полк был сформирован в декабре 1940 года из личного состава 9-го Её Величества королевского полка и 17/21-го полка; несмотря на свое цифровое обозначение, полк не имел общих черт с более ранним 24-м полком лёгких драгун. Первоначально он был приписан к 29-й бронетанковой бригаде, входившей в состав 11-й бронетанковой дивизии, но 8 февраля 1944 года был переведён в состав 8-й бронетанковой бригады.
В составе 8-й бронетанковой бригады полк высадился на Голд-Биче во второй волне высадки операции «Оверлорд», поддерживая 50-ю (нортумбрийскую) пехотную дивизию. Около половины полка высадилось 6 июня 1944 года (день «Д»), а остальные — 7 июня 1944 года (день «Д+1»). Оснащённый танками «Шерман», вскоре после высадки полк участвовал в боях вокруг Пюто-ан-Бессена и Виллер-Бокажа. После интенсивных действий в районах Тийи-сюр-Сёль, Фонтене-ле-Пенель, Тессель-Вуд (Tessel Wood) и Роре на территории западной части департамента Кальвадос полк был расформирован в конце июля 1944 года из-за больших потерь и ограниченного подкрепления, а его личный состав был переведён в другие полки. Большинство из них попали в 23-й гусарский полк и другие подразделения 8-й и 29-й бронетанковой бригад 11-й бронетанковой дивизии. Со дня «Д» полк потерял 41 офицера и человека убитыми в бою, а также 98 ранеными или пропавшими без вести.

## Боевая слава
За службу во Второй мировой войне 24-й уланский полк был удостоен следующих боевых почестей на полковое знамя:
Пюто-ан-Бессен, Виллер-Бокаж, Тийи-сюр-Сёль, Одон, Фонтене-ле-Пенель, оборона Роре, Северо-Западная Европа 1944